# بريت لوف
بريت لوف (بالإنجليزية: Britt Love)‏ هي مغنية ومغنية مؤلفة بريطانية وأمريكية، ولدت في 24 فبراير 1989 في لوس أنجلوس في الولايات المتحدة.

## وصلات خارجية
- بريت لوف على موقع ميوزك برينز (الإنجليزية)
- بريت لوف على موقع ديسكوغز (الإنجليزية)